# Tenuipalpus elegans
Espèce
Synonymes
- Colopalpus elegans Collyer, 1973

Tenuipalpus elegans est une espèce d'acariens de l'ordre des Trombidiformes et de la famille des Tenuipalpidae. Elle est trouvée en Nouvelle-Zélande.